# Padre Marcos
Padre Marcos é um município brasileiro, do estado do Piauí, distante 390 km de sua capital, Teresina. Localiza-se a uma latitude 07º21'18" sul e a uma longitude 40º54'16" oeste, estando a uma altitude de 360 metros. Sua população estimada em 2022 foi de 6.382 habitantes, segundo o IBGE. Possui uma área de 319,124 km².

## História
O município Padre Marcos foi criado no ano de 1964, por meio da lei estadual nº 2566, de 20-01-1964, com uma área desmembrada de Jaicós. Mas, sua história de povoamento inicia-se aproximadamente em 1820, quando o Padre Marcos de Araújo Costa instalou, no interior de Jaicós, a fazenda Boa Esperança e, nessa mesma localidade, construiu sua residência e fundou um colégio para educar pessoas de várias regiões do Piauí.
O padre Marcos de Araújo Costa, além de sacerdote, foi educador e político brasileiro. Foi Presidente do Conselho Geral e vice-presidente da Província do Piauí. Exerceu também o cargo de deputado provincial do Piauí (1835-1837).  Ele é considerado o patrono da educação no Piauí, pois na primeira metade do Século XIX (1820 a 1850), na província do Piauí, só funcionava a Escola Boa Esperança.
O sacerdote, político e educador Marcos de Araújo Costa nasceu na casa de seus avós maternos, no arraial de Paulistas, antiga povoação de Paulista, atualmente cidade de Paulistana. Ele fazia parte da tradicional família piauiense Coelho Rodrigues, com raízes genealógicas na Freguesia de Paço de Sousa, no Distrito do Porto, em Portugal, visto que era filho do ouvidor-geral Marcos Francisco de Araújo Costa e de dona Maria Rodrigues de Santana, sendo, portanto, neto materno de Domiciana Vieira de Carvalho e  Valério Coelho Rodrigues.

A Casa de Padre Marcos tornou-se um patrimônio histórico tombado pelo Fundação Cultural do Piauí (FUNDAC), por meio da Resolução de Tombamento nº 8.686, de 06 de julho de 1992, Livro do Tombo nº insc. 23, 15/09/1992.